# Salam Shakir
Salam Shakir (30 luglio 1986) è un calciatore iracheno, centrocampista dell'Al-Talaba e della Nazionale irachena.